# Crocus niveus
Crocus niveus là một loài thực vật có hoa trong họ Diên vĩ. Loài này được Bowles miêu tả khoa học đầu tiên năm 1900.